# Wacław Berent
Waclaw Berent (28 de septiembre de 1873- 19 o 22 de noviembre de 1940) fue un escritor, novelista y traductor polaco que nació y murió en Varsovia.
Estudiante de ciencias naturales en Cracovia, Zúrich y Múnich, regresó a Cracovia donde comenzó a escribir. Opositor acérrimo del romanticismo, su obra maestra fue Żywe kamienie (Piedras Vivas), una novela en la que interpretó los riesgos que amenazan a los valores morales en la época del progreso industrial.
En 1933, Waclaw Berent se convirtió en miembro de la Academia Polaca de Literatura (en polaco Polska Akademia Literatury). Waclaw Berent murió en Varsovia a la edad de 67 años.

## Obra
- 1903: Próchno (Madera podrida)
- 1911: Ozimina (Invierno de maíz)
- 1918: Żywe kamienie (Piedras Vivas)
- 1934: Nurt (Tendencia)
- 1937: Diogenes w kontuszu (Diógenes en un Kontusz)
- 1939: Zmierzch wodzów (El crepúsculo de los comandantes)